# Herminia barbierii
Herminia barbierii là một loài bướm đêm trong họ Noctuidae.